# Jan Cybis
Jan Cybis (ur. 16 lutego 1897 we Wróblinie, zm. 13 grudnia 1972 w Warszawie) – polski malarz, pedagog i krytyk sztuki, współzałożyciel grupy kapistów. Nazywany „wielkim panem polskiego malarstwa”.

## Życiorys
Urodził się 16 lutego 1897 we Wróblinie k. Głogówka na Górnym Śląsku, w rodzinie Jana i Marii z Hajdów. Miał troje rodzeństwa: Aloisa, Agnieszkę i Roberta. Jego rodzice zajmowali się uprawą roli. Matka zmarła w 1904 r. na gruźlicę. Ojciec podejmował rozmaite prace dodatkowe, m.in. pracował jako stolarz i występował w lokalnej kapeli, by zarobić na edukację dla potomstwa. Ożenił się powtórnie z Anną z domu Giga, z tego małżeństwa przyszło na świat pięć sióstr: Anna, Maria, Walburga, Franciszka i Magdalena. Młody Jan zaczął pobierać lekcje łaciny u Hugo Hankego, proboszcza parafii w Naczęsławicach. Uczęszczając na lekcje podziwiał widoki rozpościerające się z drogi z Wróblina do Naczęsławic.
W 1908 r. rozpoczął naukę w Królewskim Gimnazjum Katolickim w Głogowie. Jego nauczyciel, Hans Bloch, wprowadził go w malarstwo. Pobyt w gimnazjum zaowocował także znajomością z hrabiowskim rodem Czartoryskich z Gołuchowa. Ponieważ Cybis władał językiem niemieckim, podjął funkcję nauczyciela potomków hrabiego. Egzamin dojrzałości zdał w 1916 r. Wkrótce został wcielony do pruskiej armii, w której pozostał do końca I wojny światowej, walcząc na froncie zachodnim. Po zakończeniu wojny powrócił do rodzinnego Wróblina. Za namową ojca, w 1919 r. podjął studia prawnicze na Śląskim Uniwersytecie im. Fryderyka Wilhelma we Wrocławiu. Zaledwie kilka miesięcy później, w tajemnicy przed ojcem, Cybis porzucił studia prawnicze i zaczął kształcić się w dziedzinie malarstwa w Akademii Sztuki i Rzemiosła Artystycznego we Wrocławiu. Tam jego artystyczną edukacją kierował do 1921 r. Otto Mueller.

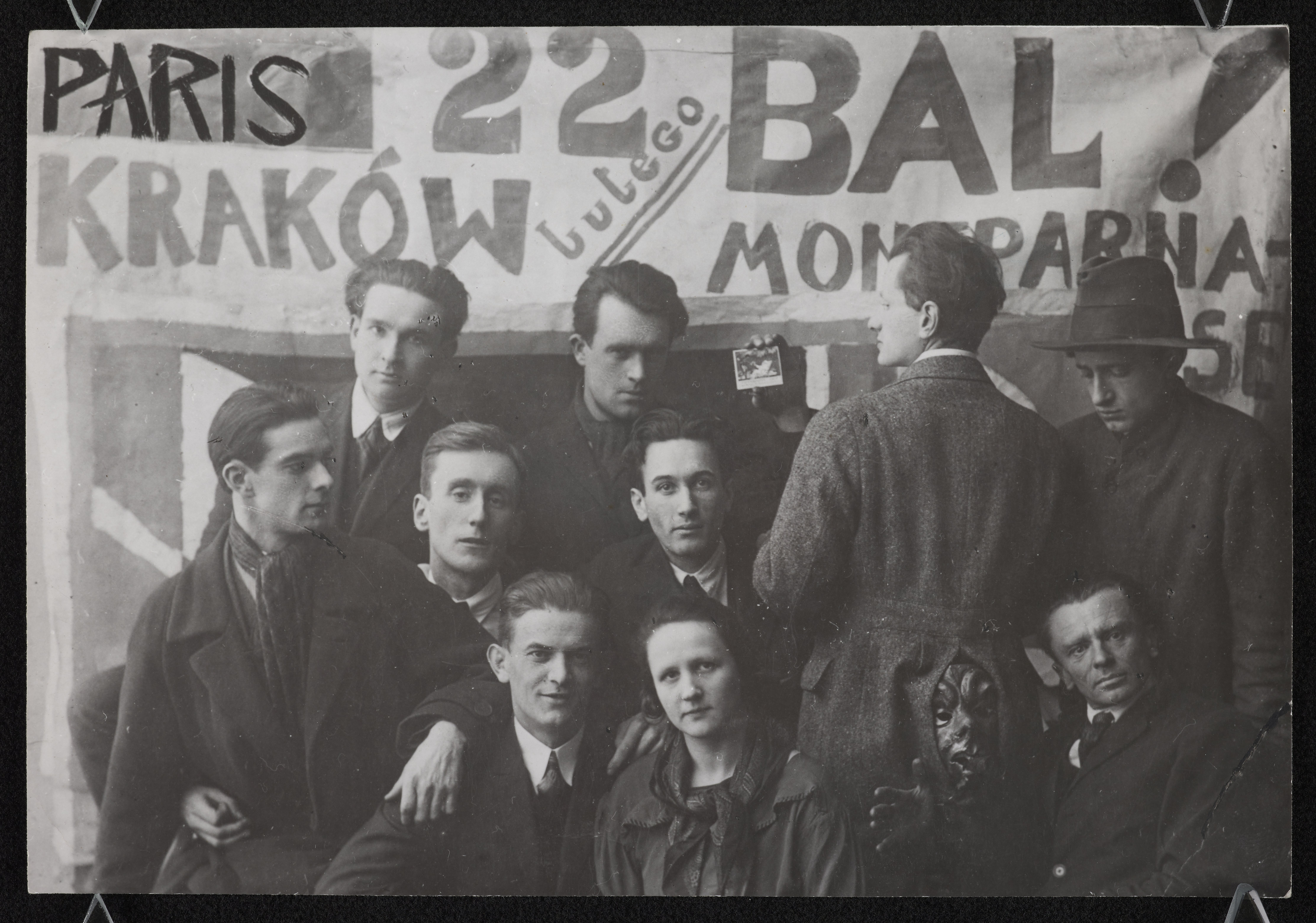
Członkowie grupy artystycznej Komitet Paryski w 1925 roku – widoczni m.in. Jan Cybis (na dole po lewej) oraz Hanna Rudzka-Cybis (na dole po prawej)

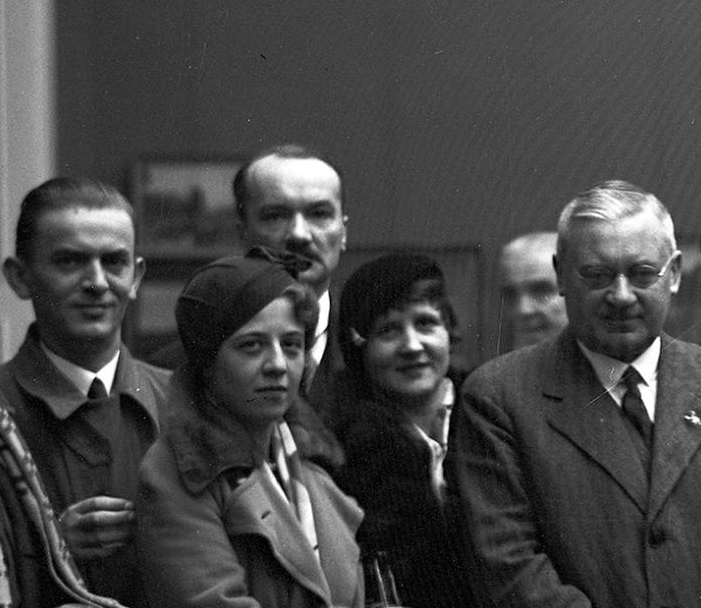
Otwarcie wystawy malarstwa i rzeźby członków Związku Zawodowego Polskich Artystów Plastyków w 1932 – po lewej Jan Cybis

W 1921 r. odbył się plebiscyt na Górnym Śląsku, którego wynik miał zadecydować o przynależności państwowej tego regionu. W jego zasięgu znalazła się tylko część powiatu prudnickiego. Wróblin znalazł się po stronie wschodniej, w obszarze objętym plebiscytem. Cybis był jednym z emigrantów, którzy powrócili do rodzinnych miejscowości by opowiedzieć się za przyłączeniem Górnego Śląska do Polski. Ostatecznie, zgodnie z wynikiem plebiscytu, okolice Prudnika pozostały w Rzeszy Niemieckiej. Cybis porzucił studia na niemieckiej uczelni, przyjął polskie obywatelstwo, i przeniósł się na Akademię Sztuk Pięknych w Krakowie, gdzie w latach 1921–1924 szkolił się w pracowniach Józefa Mehoffera, Ignacego Pieńkowskiego i Józefa Pankiewicza. Ożenił się z malarką Hanną Rudzką. Od 1924 r. przebywał z grupą kapistów w Paryżu. Powrócił do Polski na początku lat 30. XX wieku. Wraz żoną zamieszkał najpierw w Warszawie, a w 1934 r. w Krakowie. Zajmował się malarstwem i redagowaniem czasopism artystycznych. W 1937 r. objął funkcję redaktora naczelnego „Głosu Plastyków”. 
Po wybuchu II wojny światowej znalazł się na terenach znajdujących się pod okupacją radziecką. Związał się wtedy z Heleną Zarembą (1911–1986), także malarką. 27 lutego 1941 r. w Krzemieńcu przyszedł na świat ich pierworodny syn Jacek, architekt. Cybisowie wówczas utrzymywali się z malowania licznych obrazów dla tamtejszych cerkwi. W 1943 r., wobec nasilających się napaści Ukraińców, rodzina opuściła Krzemieniec i wyjechała do Warszawy. Podczas powstania warszawskiego Cybisowie stracili większość dobytku i prac Jana. We wrześniu 1944 r. z żoną Heleną i synem Jackiem trafił do obozu przejściowego w Pruszkowie, a następnie do Milanówka.
W kwietniu 1945 r. powrócił do Warszawy, gdzie został prezesem Związku Polskich Artystów Plastyków. W 1946 r. objął katedrę malarstwa na Akademii Sztuk Pięknych. Nie podporządkował się trendom socrealistycznym, za co spotkały go artystyczna banicja, izolacja oraz marginalizowanie. Został pozbawiony stanowiska na Akademii Sztuk Pięknych. W latach 1955–1957 wykładał w Państwowej Wyższej Szkole Sztuk Plastycznych w Sopocie. W 1957 roku został wybrany prezesem Związku Polskich Artystów Plastyków. Chętnie odwiedzał rodzinny Wróblin. 

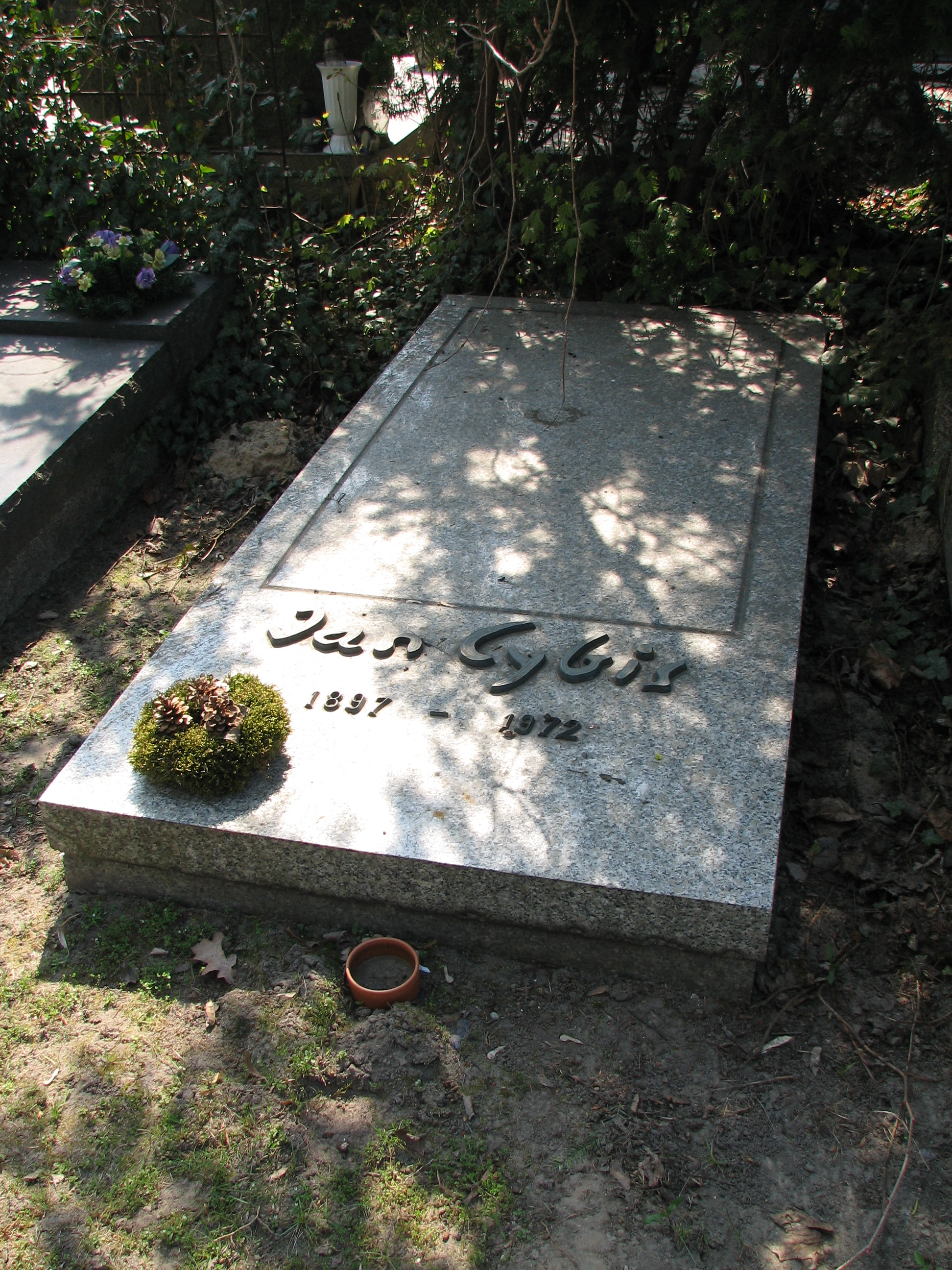
Grób Jana Cybisa na cmentarzu Wojskowym na Powązkach

Został ponownie zatrudniony w katedrze malarstwa warszawskiej Akademii Sztuk Pięknych. Pracował tam do 1968 r., kiedy to zdecydował się przejść na emeryturę. Do końca czynnie uczestniczył w życiu artystycznym.
Zmarł 13 grudnia 1972 r. w swojej pracowni w Warszawie, spoczywa obok drugiej żony i syna Jana Jerzego (1945–2013) na cmentarzu Wojskowym na Powązkach (kwatera A33-1-10).

## Twórczość
Wykształcił własny styl odznaczający się wysokimi wartościami kolorystycznymi, swobodną, zróżnicowaną fakturą i ekspresyjną plamą. Był czołowym reprezentantem nurtu kolorystycznego w malarstwie lat 30. i sztuce powojennej.
Dojrzała sztuka Cybisa wywodziła się z francuskiego postimpresjonizmu. Zasadniczy wpływ na kształtowanie się jego postawy artystycznej wywarły estetyczne koncepcje Cezanne’a i Bonnarda. Malował głównie pejzaże i martwe natury. W okresie powojennym artysta uprawiał, obok techniki olejnej, akwarelę i rysunek.
Jego pierwsza indywidualna wystawa odbyła się w 1932 r. w Towarzystwie Przyjaciół Sztuk Pięknych w Krakowie.

## Wybrane dzieła
- Martwa natura czerwona, 1935
- Kwiaty w kielichu, 1936
- Młyn w Suffczynie, 1949
- Bukiet i waza, 1955
- Gdańsk, 1955
- Ustka, 1964

## Ordery i odznaczenia
- Order Sztandaru Pracy II klasy (22 lipca 1949)[14]
- Złoty Krzyż Zasługi (7 czerwca 1947)[15]
- Medal 10-lecia Polski Ludowej (19 stycznia 1955)[16]

## Nagrody
- nagroda MSZ w Salonie Malarskim 1937[17]
- Nagroda Państwowa I stopnia za całokształt twórczości malarskiej (1955)[18]
- Międzynarodowa Nagroda Guggenheima[2]

## Upamiętnienie

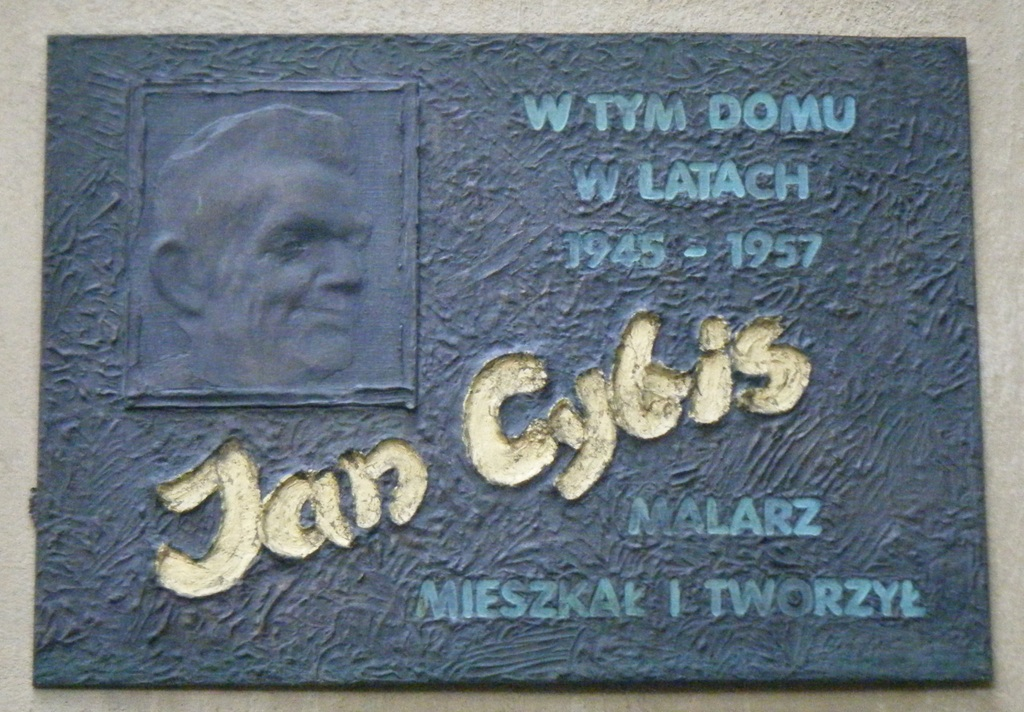
Tablica pamiątkowa na domu przy ul. Walecznych 28, gdzie w latach 1945–1957 mieszkał artysta

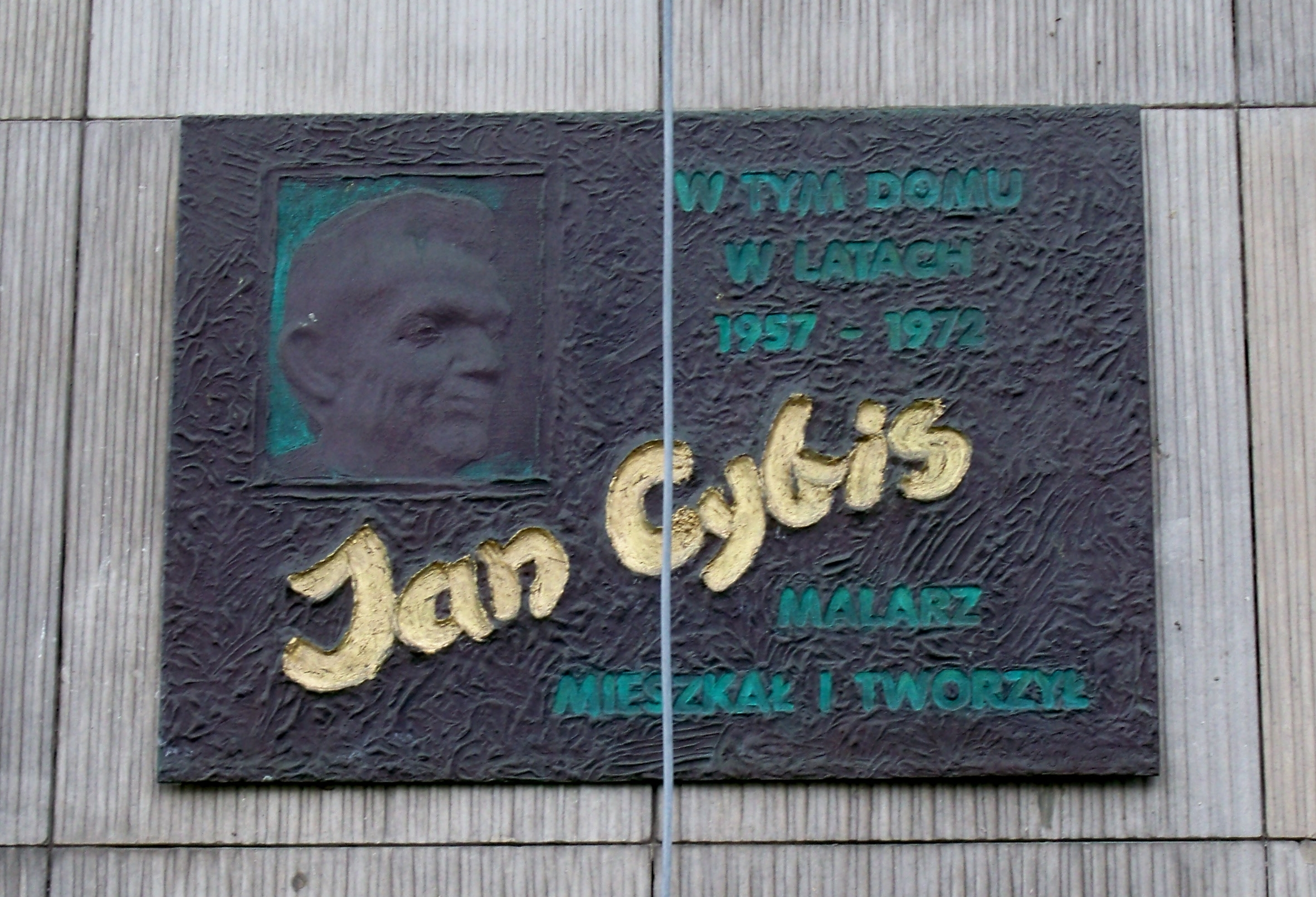
Tablica pamiątkowa przy ul. Karowej 14/16, miejscu zamieszkania Jana Cybisa w latach 1957–1972

W 1973 r. ustanowiono doroczną nagrodę jego imienia w zakresie malarstwa. Największy zbiór obrazów i szkiców Jana Cybisa znajduje się w Muzeum Śląska Opolskiego w Opolu. Ponadto 20 listopada 1978 r. spadkobiercy przekazali jego dzieła Muzeum Historycznemu w Sanoku.
W grudniu 1973 r. Opolskie Towarzystwo Kulturalno-Oświatowe wmurowało na ścianie budynku nr 56 we Wróblinie tablicę pamiątkową z inskrypcją: „W tym domu urodził się 16 lutego 1897 roku Jan Cybis wybitny polski malarz. Tablicę wmurowano w pierwszą rocznicę jego śmierci w grudniu 1973 roku Opolskie Towarzystwo Kulturalno-Oświatowe”.
24 listopada 1975 r. w Warszawie jednej z ulic na terenie obecnej dzielnicy Ursynów zostało nadanie imię Jana Cybisa. Cybis jest też patronem ulic w Prudniku, Opolu i Bytomiu.